# 秘魯山鱂
秘魯山鱂為輻鰭魚綱鯉齒目鯉齒亞目鯉齒鱂科的其中一種，分布於南美洲秘魯Junin湖及亞馬遜河上游流域，體長可達10公分，棲息在中底層水域，生活習性不明。

## 擴展閱讀
維基物種上的相關：秘魯山鱂